# Earth Policy Institute
Das Earth Policy Institute (EPI) war eine US-amerikanische Umweltorganisation.
Das Earth Policy Institute hatte seinen Sitz in Washington, D.C. Das Institut wurde 2001 von Lester R. Brown gegründet. Ziel des Instituts war es, die Aufmerksamkeit der Öffentlichkeit auf Probleme der Umwelt, insbesondere die Globale Erwärmung, zu lenken.
Dazu erstellten die Mitarbeiter Expertisen und Reports. Die wichtigste Publikation war Eco-Economy : Building an Economy for the Earth. In einer weiteren Publikation, dem Plan B 2.0, wurde ein Weg vorgestellt, wie die Weltwirtschaft nachhaltig wachsen kann, ohne die schwindenden Ressourcen unnötig zu beanspruchen.
Das Earth Policy Institute wurde wegen des altersbedingten Rückzugs Lester Browns zum 30. Juni 2015 geschlossen. Seine Website wird von der Rutgers University weiterbetrieben, soll aber nicht mehr aktualisiert werden.